# Sully-la-Chapelle
Sully-la-Chapelle és un municipi francès, situat al departament del Loiret i a la regió de Centre – Vall del Loira. L'any 2007 tenia 382 habitants.

## Demografia

### Població
El 2007 la població de fet de Sully-la-Chapelle era de 382 persones. Hi havia 145 famílies, de les quals 37 eren unipersonals (26 homes vivint sols i 11 dones vivint soles), 30 parelles sense fills, 56 parelles amb fills i 22 famílies monoparentals amb fills.
La població ha evolucionat segons el següent gràfic:
Habitants censats

### Habitatges
El 2007 hi havia 186 habitatges, 144 eren l'habitatge principal de la família, 29 eren segones residències i 13 estaven desocupats. Tots els 186 habitatges eren cases. Dels 144 habitatges principals, 116 estaven ocupats pels seus propietaris, 25 estaven llogats i ocupats pels llogaters i 3 estaven cedits a títol gratuït; 11 tenien dues cambres, 25 en tenien tres, 32 en tenien quatre i 75 en tenien cinc o més. 121 habitatges disposaven pel capbaix d'una plaça de pàrquing. A 60 habitatges hi havia un automòbil i a 80 n'hi havia dos o més.

### Piràmide de població
La piràmide de població per edats i sexe el 2009 era:
| Homes | Edats   | Dones |
| ----- | ------- | ----- |
| 0     | 95 o +  | 0     |
| 0     | 90 a 94 | 4     |
| 4     | 85 a 89 | 0     |
| 0     | 80 a 84 | 4     |
| 8     | 75 a 79 | 4     |
| 4     | 70 a 74 | 8     |
| 8     | 65 a 69 | 8     |
| 4     | 60 a 64 | 0     |
| 4     | 55 a 59 | 8     |
| 12    | 50 a 54 | 8     |
| 4     | 45 a 49 | 0     |
| 36    | 40 a 44 | 8     |
| 20    | 35 a 39 | 20    |
| 12    | 30 a 34 | 12    |
| 4     | 25 a 29 | 20    |
| 4     | 20 a 24 | 4     |
| 4     | 15 a 19 | 16    |
| 4     | 10 a 14 | 24    |
| 8     | 5 a 9   | 8     |
| 8     | 0 a 4   | 12    |

## Economia
El 2007 la població en edat de treballar era de 243 persones, 213 eren actives i 30 eren inactives. De les 213 persones actives 203 estaven ocupades (115 homes i 88 dones) i 10 estaven aturades (6 homes i 4 dones). De les 30 persones inactives 13 estaven jubilades, 10 estaven estudiant i 7 estaven classificades com a «altres inactius».

### Ingressos
El 2009 a Sully-la-Chapelle hi havia 153 unitats fiscals que integraven 413,5 persones, la mediana anual d'ingressos fiscals per persona era de 19.060 €.

### Activitats econòmiques
Dels 18 establiments que hi havia el 2007, 1 era d'una empresa extractiva, 1 d'una empresa de fabricació d'altres productes industrials, 6 d'empreses de construcció, 3 d'empreses de comerç i reparació d'automòbils, 1 d'una empresa d'hostatgeria i restauració, 1 d'una empresa financera, 1 d'una empresa immobiliària, 3 d'empreses de serveis i 1 d'una entitat de l'administració pública.
Dels 8 establiments de servei als particulars que hi havia el 2009, 1 era una fusteria, 2 lampisteries, 1 electricista, 2 empreses de construcció, 1 restaurant i 1 agència immobiliària.
Dels 2 establiments comercials que hi havia el 2009, 1 era una botiga de més de 120 m² i 1 un drogueria.
L'any 2000 a Sully-la-Chapelle hi havia 8 explotacions agrícoles que ocupaven un total de 120 hectàrees.

## Equipaments sanitaris i escolars
El 2009 hi havia una escola maternal integrada dins d'un grup escolar amb les comunes properes formant una escola dispersa.

## Poblacions més properes
El següent diagrama mostra les poblacions més properes.